# Posthum
Posthumt betyder efter døden. 
Ordet anvendes om en begivenhed, som har forbindelse med en person, som er afgået ved døden før handlingen eller begivenheden. En forfatter eller komponist får udgivet sit værk posthumt, hvis han dør imellem færdiggørelsen af værket og udgivelsen. En pris eller æresbevisning kan tildeles posthumt; det sker for at ære den døde. 
En forbryder kan blive dømt og en uskyldig frifundet posthumt. Udtrykket anvendes ikke i forbindelse med handlinger og begivenheder efter dødens indtræffen. 